# 小行星1458
小行星1458（1458 Mineura）是一颗围绕太阳公转的小行星。1937年9月1日，費爾南德·里戈在于克勒发现了此天体。
該小行星以比利時數學家阿道夫·米涅爾（Adolphe Mineur）命名。
这颗小行星的绝对星等为100.1956417671385等。